# Bawohosi
Bawohosi is een bestuurslaag in het regentschap Nias Selatan van de provincie Noord-Sumatra, Indonesië. Bawohosi telt 595 inwoners (volkstelling 2010).